# Sudanesisk dinar
Sudanesisk dinar var den valuta som användes i Sudan i Afrika fram till 2007 då den ersattes med det nya sudanesiska pundet. Valutakoden var SDD. 1 Dinar var = 100 piaster.
Dinaren infördes den 8 juni 1992 och ersatte det tidigare sudanesiska pundet. Vid det senaste bytet blir omvandlingen 1 SDD nytt pund (valutakod saknas, den gamla koden används t.v) = 100 dinar.

## Användning
Valutan gavs ut av Bank of Sudan - BoS som grundades 1960 och har huvudkontoret i Khartoum.

## Valörer
- mynt: 1, 2, 5, 10, 20, 50 och 100 Dinarer
- underenhet: används ej, tidigare piaster.
- sedlar: 5, 10, 25, 50, 100, 200, 500, 1000 och 2000 SDD